# Vernek
Vernek je naselje v Občini Litija.
Vernek je bil že v rimski dobi važno pristanišče in je obdržal svoj prometni pomen tudi v srednjem in novem veku. Na strmi gori nad savsko strugo so zgradili verneški grad, ki se omenja že 1250. leta. Bil je last oglejskega patriarha, ki je pod svojim gradom, sedežem svojega vicedominusa, ustanovil trg Vernek. Oglejski patriarh je bil v borbi za Kranjsko glavni nasprotnik Ulrihu Spannheimu, ki je združil v svojih rokah poleg svojih posesti še andeško-babenberško posest in oblast ter postal deželni knez. Zato je Ulrih II Spannheim osvojil verneški grad in trg ter ju razdejal. O tem govori listina iz leta 1250, ki edina omenja Vernek. Sredi 14. stoletja je Vernek prešel v fevdno gospostvo Ortenburžanov.